# Боскамп Лясопольський
Кароль Боскамп (Боскамп Лясопольський, пол. (Karol) Boskamp Lasopolski; (? — 28 червня 1794, Варшава) — дипломат короля Станіслава Августа Понятовського. Певний час адміністрував язловецькими маєтностями Понятовських.

## Життєпис
Голландського (італійського — менш ймовірно) походження. Знав у 1764 році турецьку, італійську, волоську, французьку, латину, німецьку, голландську, вивчав тоді польську, англійську.
Під час 7-річної війни — кур'єр пруського посла в Стамбулі Рексіна (власне Гауді), потім — «повноважний міністр» хана Крим-Ґерая (1761), якого проти волі Порти підбурював до походу на Австрію. чи Росію. Мав конфлікт з ханом через жінку, через це був вигнаний з табору.
В липні 1764 року прибув до Варшави, запропонував послуги королю. Через викриття листування якогось Лойтрума (пол. Leutruma) з турками отримав схильність Чорторийських. Посланий королем до Константинополя для заснування Орієнтальної школи, в якій майбутні польські дипломати вивчали східні мови та готувались до дипломатичної діяльності. Пізніше інтриган та шпигун російської влади.
1774 року супроводжував Ксаверія Браницького до Санкт-Петербурга. З 1775 року — працівник департаменту Ради «Неустайонцої» з річною пенсією 5000 злотих. 3 жовтня 1776 року отримав ключ шамбеляна, 2 листопада — привілей шляхтича на прізвище «Лясопольський», 3 листопада — орден Святого Станіслава. Став повноважним міністром в Порті за сприяння Росії. З місії до турків привіз грекиню Лулу — потім відому як Софія Потоцька-Вітте.
1792 року втік від гніву людей з Варшави, потім повернувся, служив шпигуном у Булґакова, Сєверса. Писав памфлети. Мав значний вплив на рішення Гродненського сейму для користі Росії. Під час Варшавського повстання знайшов притулок у саксонській місії. (17 червня 1794), через кілька днів був ув'язнений за наказом Тимчасової Альтерради за підозрою у зраді Батьківщини. 
Закінчив життя у Варшаві на шибениці як російський агент. Повішений варшавським натовпом 28 червня 1794 року.